# Juan Moreno y Polo
Juan Domingo Moreno y Polo (La Hoz de la Vieja, 2 de febrero de 1711-Tortosa, 2 de junio de 1776) fue uno de los más notables organistas y compositores españoles del siglo XVIII.

## Vida
Con menos de diez años comenzó sus estudios en el coro infantil de la Seo en Zaragoza, al igual que sus hermanos José y Valero. Recibió sus órdenesen Zaragoza y se presentó a las oposiciones de segundo organista de La Seo. Quedó segundo, por delante de Joaquín de Nebra, pero a pesar de ello se concedió el cargo a Nebra.
Con veinte años de edad, el 3 de agosto de 1731, fue nombrado organista de la catedral de Tortosa, en aquel momento ocupada por el maestro José Escorihuela. Al morir este en 1743, un hermano de Juan, Valero, fue nombrado maestro de capilla de la catedral tortosina. En Tortosa se encargó la reforma del órgano. En 1761 se trasladó a Valencia para formar parte de un tribunal de oposiciones.
Mantuvo el cargo de organista de Tortosa hasta su muerte, el 2 de junio de 1776, siendo sucedido por el aragonés Joaquín Iturralde, natural de Burbáguena.

## Obra
Diversas de sus obras fueron publicadas por Pedrell en el Salterio Sacro Hispano, El organista litúrgico (Barcelona, 1905), Antología de organistas clásicos españoles (vol. 1, Madrid, 1909), y en el Archivo de Música de El Escorial se conserva una Misa a 8 voces (1791). Pedrell sostiene que Juan es hermano de José Moreno y Polo.
Encontramos partituras suyas en el libro "12 Compositores Aragoneses de Tecla Siglo XVIII" de Dionisio Preciado.